# Lance Henriksen
Lance James Henriksen (New York, 1940. május 5. –) amerikai színész. Számtalan sikeres film és sorozat áll mögötte, de elismert festő és kézműves is egyben.

## Fiatalkora
Henriksen egy Manhattanben élő szegény családban született. Apja egy norvég tengeri kereskedő volt, aki az ideje nagy részét a tengeren töltötte. Henriksen édesanyja tánctanárként, pincérnőként, majd modellként igyekezett elhelyezkedni. A szülők kétéves korában elváltak, és Lance az édesanyjához került. Számtalan iskolába járt, sőt egy ízben még gyermekotthonba is került. Miután kicsapták az iskolából, idejét annak szentelte, hogy megtanuljon művészien festeni. Tizenkét éves korában megszökött otthonról, és New York utcáin festett portréiból keresett pénzt. Ezután bejárta az egész országot tehervonatok potyautasaként, és nemegyszer került összetűzésbe a törvénnyel.

## Pályafutása
Henriksen egészen kivételes tehetségnek bizonyult, mint festő. Szép összegeket keresett színházi előadások hátterének megfestésével. Első szerepét is azért kapta, hogy meg tudja mutatni a színpadon is, amit a festményen elképzelt. Harmincas éveinek elejére kijárt egy New York-i színitanodát, majd elkezdett rendszeresen fellépni különféle színházakban.
Első filmes szerepét a Nem egyszerű című filmben kapta 1972-ben, de az igazi áttörést az 1975-ös Kánikulai délután című film hozta meg, melyben Al Pacino oldalán játszhatott. Ezután számos mellékszerepben láthattuk viszont olyan filmekben, mint a Steven Spielberg által fémjelzett Harmadik típusú találkozások (1977), vagy az Ómen 2: Damien-ben (1978).
Amikor James Cameron megírta a Terminátor forgatókönyvét, eredetileg Lance Henriksent akarta felkérni a címszerepre. Ezt olyan komolyan is gondolta, hogy Terminátor-képeket csináltatott Henriksen arcával, sőt még egy tanácskozást is összehívott ebből a célból. Végül aztán Arnold Schwarzenegger kapta meg a szerepet, de Lance Henriksen is feltűnik a filmben, igaz, mellékszereplőként, mint Hal Vukovich rendőrtiszt. Ám legjelentősebb szerepét mégis egy James Cameron-filmben kapta: ő volt ugyanis Bishop, az android A bolygó neve: Halál című 1986-os filmben. Később megjelent még az 1992-es A végső megoldás: Halál és a 2004-es Alien Vs. Predator című filmekben (ez utóbbiban Charles Bishop Weylandet, a milliárdos cégtulajdonost alakítva).
Henriksen és James Cameron egyébként pályájuk kezdete óta jó barátságban vannak, jelentős szerepe volt Cameron első mozifilmjében, a Piranha II-ben. Később is több közös munkájuk volt.
1996-ban Henriksen szerepet kapott az X-akták készítői által jegyzett Millennium című sorozatban. Ő volt Frank Black, a nyomozó, akinek az a különleges képessége, hogy bele tud látni a gyilkosok elméjébe. A szerepet külön az ő egyéniségéhez igazították. A közönség tetszését is elnyerte: jelölték Golden Globe-díjra is. Amikor 1999-ben a sorozat véget ért, Henriksen Hawaii-ra költözött.
A televízióban 2005-ben a Nyugatra című Spielberg-minisorozatban kapott kisebb szerepet.
A legutóbbi időben Henriksen nemcsak színészként, hanem szinkronszínészként is sikeres. 1999-ben szerepelt például a Tarzan című rajzfilmben, továbbá szerepet kapott néhány számítógépes játékban, mint a Red Faction II, GUN, Run Like Hell, a Mass Effect-trilógia, vagy a végül meg sem jelent Four Horsemen Of The Apocalypse.

## Érdekességek
- Henriksent tizenkét éves korában kicsapták az iskolából. Nem tudott olvasni egészen addig, amíg harmincéves fejjel, filmforgatókönyveket tanulmányozva, saját magától meg nem tanult.
- Akárcsak Bill Paxton, a filmtörténelemben Henriksen a másik színész, akit egy Alien, a Terminátor és a Ragadozó is megölt. A bolygó neve: Halálban az idegen királynő okozott neki súlyos sérüléseket. A Terminátorban automata puskával terítették le, az Alien vs. Predatorban pedig maga a Ragadozó végzett vele.
- Kettő olyan szerep van, melyeket kifejezetten neki írtak, de végül nem ő kapta meg őket: 1984-ben a Terminátor főszerepét, és 2001-ben egy szerepet az Aki bújt, aki nem című filmben.

## Filmográfia

### Film
| Év   | Magyar cím                                    | Eredeti cím                        | Szerep                                               | Magyar hang     |
| ---- | --------------------------------------------- | ---------------------------------- | ---------------------------------------------------- | --------------- |
| 1961 |                                               | The Outsider                       | amerikai tengerészgyalogos (stáblistán nem szerepel) |                 |
| 1972 |                                               | It Ain't Easy                      | Randy                                                |                 |
| 1973 | Az Észak császára                             | Emperor of the North               | vasúti munkás (stáblistán nem szerepel)              |                 |
| 1974 |                                               | To Kill the King                   | Hank Adams                                           |                 |
| 1975 | Kánikulai délután                             | Dog Day Afternoon                  | Murphy FBI-ügynök                                    |                 |
| 1976 |                                               | Mansion of the Doomed              | Dr. Dan Bryan                                        |                 |
| 1976 | Hálózat                                       | Network                            | hálózati ügyvéd (stáblistán nem szerepel)            |                 |
| 1976 |                                               | The Next Man                       | biztonsági szolgálat embere                          |                 |
| 1977 | Harmadik típusú találkozások                  | Close Encounters of the Third Kind | Robert                                               |                 |
| 1978 | Ómen 2. – Damien                              | Damien: Omen II                    | Neff őrmester                                        | Orosz István    |
| 1979 | Kozmikus látogatók                            | Stridulum                          | Raymond Armstead                                     | Csankó Zoltán   |
| 1981 |                                               | The Dark End of the Street         | Jimmy                                                |                 |
| 1981 | Piranha 2. – Repülő gyilkosok                 | Piranha II: The Spawning           | Steve Kimbrough rendőrfőnök                          |                 |
| 1981 | A város hercege                               | Prince of the City                 | Burano kerületi ügyész                               | Hegedűs D. Géza |
| 1981 | A város hercege                               | Prince of the City                 | Burano kerületi ügyész                               | Rosta Sándor    |
| 1983 | Rémálmok                                      | Nightmares                         | MacLeod                                              | Fülöp Zsigmond  |
| 1983 | Az igazak                                     | The Right Stuff                    | Wally Schirra                                        | Imre István     |
| 1984 | Terminátor – A halálosztó                     | The Terminator                     | Vukovich                                             | Izsóf Vilmos    |
| 1984 | Terminátor – A halálosztó                     | The Terminator                     | Vukovich                                             | Németh Gábor    |
| 1985 | Kicsorbult tőr                                | Jagged Edge                        | Frank Martin                                         | Rajhona Ádám    |
| 1985 |                                               | Savage Dawn                        | Stryker                                              |                 |
| 1986 | A bolygó neve: Halál                          | Aliens                             | Bishop                                               | Tolnai Miklós   |
| 1986 | Veszélyes terep                               | Choke Canyon                       | Brook Alastair                                       | Kautzky Armand  |
| 1987 | Alkonytájt                                    | Near Dark                          | Jesse Hooker                                         | Kőszegi Ákos    |
| 1988 | Pumpkinhead – A bosszú démona                 | Pumpkinhead                        | Ed Harley                                            | Balázsi Gyula   |
| 1988 |                                               | Survival Quest                     | Hank                                                 |                 |
| 1988 | A halott tekintete                            | Deadly Intent                      | Raymond                                              | Balázsi Gyula   |
| 1989 |                                               | The Horror Show                    | Lucas McCarthy nyomozó                               |                 |
| 1989 | Johnny, a jóarcú                              | Johnny Handsome                    | Rafe Garrett                                         | Juhász Jácint   |
| 1989 | Halállista                                    | Hit List                           | Chris Caleek                                         | Végh Péter      |
| 1990 |                                               | The Last Samurai                   | Johnny Congo                                         |                 |
| 1991 | A kút és az inga                              | The Pit and the Pendulum           | Torquemada                                           | Uri István      |
| 1991 | Hideg, mint a kő                              | Stone Cold                         | 'Chains' Cooper                                      | Kristóf Tibor   |
| 1991 | Hideg, mint a kő                              | Stone Cold                         | 'Chains' Cooper                                      | Megyeri János   |
| 1992 | Jennifer 8                                    | Jennifer 8                         | Freddy Ross őrmester                                 | Rajhona Ádám    |
| 1992 | A végső megoldás: Halál                       | Alien 3                            | Bishop / Bishop II                                   | Pathó István    |
| 1992 |                                               | Comrades in Arms                   | Rob Reed                                             |                 |
| 1992 | Torkolattűz                                   | Delta Heat                         | Jackson Rivers                                       | Rajhona Ádám    |
| 1993 | Halálos erő                                   | Excessive Force                    | Raymond Devlin százados                              | Szersén Gyula   |
| 1993 | Super Mario Brothers                          | Super Mario Bros.                  | A király (cameo)                                     | Áron László     |
| 1993 | Max 3000 – Az ember legjobb barátja           | Man's Best Friend                  | Dr. Jarret                                           | Szersén Gyula   |
| 1993 | Tökéletes célpont                             | Hard Target                        | Emil Fouchon                                         | Rajhona Ádám    |
| 1993 | Tökéletes célpont                             | Hard Target                        | Emil Fouchon                                         | Jakab Csaba     |
| 1993 | Az alvilág hálójában                          | The Outfit                         | Dutch Schultz                                        | Csikos Gábor    |
| 1993 | Lovagok                                       | Knights                            | Job Cyborg                                           | Kárpáti Tibor   |
| 1993 |                                               | The Criminal Mind                  | Winslow ügynök                                       |                 |
| 1994 | Menekülés Absolomból                          | No Escape                          | Atya                                                 | Csikos Gábor    |
| 1994 | Az éj színe                                   | Color of Night                     | Buck                                                 | Szélyes Imre    |
| 1994 |                                               | Boulevard                          | McClaren                                             |                 |
| 1994 | Felony – Halálos felvételek                   | Felony                             | Taft                                                 | Rajhona Ádám    |
| 1995 | Intercept hadművelet                          | Aurora: Operation Intercept        | William Stenghel                                     | Barbinek Péter  |
| 1995 | Gyorsabb a halálnál                           | The Quick and the Dead             | 'Ace' Hanlon                                         | Szélyes Imre    |
| 1995 | Gyorsabb a halálnál                           | The Quick and the Dead             | 'Ace' Hanlon                                         | Kárpáti Tibor   |
| 1995 | Halott ember                                  | Dead Man                           | Cole Wilson                                          |                 |
| 1995 | Arc                                           | Powder                             | Doug Barnum seriff                                   | Kristóf Tibor   |
| 1995 | Agyhasadás                                    | Mind Ripper                        | Stockton                                             | Lesznek Tibor   |
| 1995 | A vadak útján                                 | The Nature of the Beast            | Jack Powell                                          | Végvári Tamás   |
| 1997 | Az utolsó bérgyilkosok                        | Dusting Cliff 7                    | Roger McBride ezredes                                |                 |
| 1997 | A mesterlövész visszatér                      | Gunfighter's Moon                  | Frank Morgan                                         | Rajhona Ádám    |
| 1997 | A mesterlövész visszatér                      | Gunfighter's Moon                  | Frank Morgan                                         | Vass Gábor      |
| 1997 | Drágán add a halálod 2.                       | No Contest II                      | Eric Dane / Erich Dengler                            | Szélyes Imre    |
| 1999 | Tarzan                                        | Tarzan                             | Kerchak (hangja)                                     | Vass Gábor      |
| 2000 | Sikoly 3.                                     | Scream 3                           | John Milton                                          | Bácskai János   |
| 2002 |                                               | The Mangler 2                      | Bradeen igazgató                                     |                 |
| 2002 | Az elveszett járat foglyai                    | The Untold                         | Harlan Knowles                                       | Rajhona Ádám    |
| 2002 | Ördögien veszélyes                            | Unspeakable                        | Pitchford                                            |                 |
| 2003 | Vérbeli hajsza 2. – Detonátor                 | Antibody                           | Dr. Richard Gaynes                                   | Szokolay Ottó   |
| 2003 | Mimic 3. – Az őrszem                          | Mimic 3: Sentinel                  | kukásember                                           | Beratin Gábor   |
| 2003 | Álomharcos                                    | Dream Warrior                      | Parish                                               | Papp János      |
| 2004 |                                               | Modigliani                         | Foster Kane                                          |                 |
| 2004 | Őrültek háza                                  | Madhouse                           | Dr. Franks                                           | Szersén Gyula   |
| 2004 | Alien vs. Predator – A Halál a Ragadozó ellen | Alien vs. Predator                 | Charles Bishop Weyland                               | Rajhona Ádám    |
| 2004 | Gyilkos tinik                                 | Starkweather                       | mentor                                               |                 |
| 2004 | Paranoia 1.0                                  | Paranoia 1.0                       | Howard                                               | Szersén Gyula   |
| 2004 | Tarzan 2.                                     | Tarzan II                          | Kerchak (hangja)                                     | Vass Gábor      |
| 2004 | Hellraiser: Hellworld                         | Hellraiser: Hellworld              | Host                                                 | Szersén Gyula   |
| 2006 | Ismeretlen hívás                              | When a Stranger Calls              | idegen (hangja)                                      |                 |
| 2006 |                                               | The Garden                         | Ben Zachary                                          |                 |
| 2006 | A jeti visszatér                              | Abominable                         | Ziegler Dane                                         | Barbinek Péter  |
| 2006 |                                               | Sasquatch Mountain                 | Chase Jackson                                        |                 |
| 2006 | A da Vinci-rejtély                            | The Da Vinci Treasure              | Dr. John Coven                                       | Barbinek Péter  |
| 2006 |                                               | Superman: Brainiac Attacks         | Brainiac (hangja)                                    |                 |
| 2006 | A kincses sziget kalózai                      | Pirates of Treasure Island         | Long John Silver                                     |                 |
| 2007 |                                               | Bone Dry                           | Jimmy                                                |                 |
| 2007 |                                               | The Chosen One                     | Fred bíboros (hangja)                                |                 |
| 2008 |                                               | Deadwater                          | John Willets ezredes                                 |                 |
| 2008 | A sötétség városa                             | Dying God                          | Chance                                               |                 |
| 2008 | Rendezte: a Halál                             | Dark Reel                          | Connor Pritchett                                     | Garai Róbert    |
| 2008 | Appaloosa – A törvényen kívüli város          | Appaloosa                          | Ring Shelton                                         | Barbinek Péter  |
| 2008 | Szükséges gonosz                              | Necessary Evil                     | Dr. Fibrian                                          | Kajtár Róbert   |
| 2008 | Piszkos lappal                                | Pistol Whipped                     | öregember                                            | Papp János      |
| 2008 | A préri gyermekei                             | Prairie Fever                      | Monte James                                          | Perlaki István  |
| 2008 |                                               | Alone in the Dark II               | Abner Lundbert                                       |                 |
| 2009 | Sikoltók – A vadászat                         | Screamers: The Hunting             | Orsow                                                | Uri István      |
| 2009 |                                               | The Slammin' Salmon                | Dick Lobo                                            |                 |
| 2009 |                                               | The Seamstress                     | Virgil Logan seriff                                  |                 |
| 2009 | Ördög bújt beléd                              | Jennifer's Body                    | elhaladó autós (cameo)                               | Szokolay Ottó   |
| 2010 |                                               | Cyrus                              | Emmett                                               |                 |
| 2010 | Mutánsok szigete                              | The Lost Tribe                     | Gallo                                                |                 |
| 2010 |                                               | The Genesis Code                   | Dr. Hoffer                                           |                 |
| 2010 |                                               | Godkiller: Walk Among Us           | Mulciber (hangja)                                    |                 |
| 2010 |                                               | Scream of the Banshee              | Broderick Duncan                                     |                 |
| 2010 | A vezeklő férfi                               | The Penitent Man                   | Mr. Darnell                                          | Barbinek Péter  |
| 2011 |                                               | Good Day for It                    | Lyle Tyrus                                           |                 |
| 2011 |                                               | Monster Brawl                      | Isten (hangja)                                       |                 |
| 2011 |                                               | The Arcadian                       | Reed atya                                            |                 |
| 2012 | A Jupiter-küldetés                            | Astronaut: The Last Push           | Walter Moffitt                                       |                 |
| 2012 |                                               | Beautiful Wave                     | Jimmy Davenport / Baja Man                           |                 |
| 2012 |                                               | It's In the Blood                  | Russell seriff                                       |                 |
| 2013 |                                               | My Dog the Champion                | Billy                                                |                 |
| 2013 |                                               | Gingerclown                        | agyevő (hangja)                                      |                 |
| 2013 |                                               | The Book of Daniel                 | Cyrus                                                |                 |
| 2013 |                                               | Phantom                            | Markov                                               |                 |
| 2014 |                                               | The Sector                         | Shadow Man                                           |                 |
| 2014 |                                               | Hollows Grove                      | Bill                                                 |                 |
| 2014 |                                               | Garm Wars: The Last Druid          | Wydd                                                 |                 |
| 2014 | Vadcsapáson                                   | Road to Paloma                     | Kelly ügynök                                         | Szersén Gyula   |
| 2015 |                                               | Harbinger Down                     | Graff                                                |                 |
| 2015 |                                               | Fragile Storm                      | Norman                                               |                 |
| 2015 |                                               | Kids vs Monsters                   | Heinrich                                             |                 |
| 2015 |                                               | Stung                              | Caruthers                                            |                 |
| 2015 |                                               | Spirit Riders                      | Rex                                                  |                 |
| 2016 |                                               | Monday at 11:01 A.M.               | pultos                                               |                 |
| 2016 |                                               | The Hamster (rövidfilm)            | narrátor                                             |                 |
| 2016 |                                               | Cut to the Chase                   | The Man                                              |                 |
| 2016 |                                               | Daylight's End                     | Frank Hill rendőrfőnök                               |                 |
| 2016 |                                               | Deserted                           | Hopper                                               |                 |
| 2016 |                                               | The Sector                         | The Finisher                                         |                 |
| 2016 |                                               | After the Sun Fell                 | Dicky                                                |                 |
| 2016 |                                               | Gehenna: Where Death Lives         | Morgan                                               |                 |
| 2016 |                                               | The Unwilling                      | Harris atya                                          |                 |
| 2016 |                                               | Lake Eerie                         | Pop                                                  |                 |
| 2017 |                                               | Needlestick                        | Alexander Crick                                      |                 |
| 2017 | Szörnyszülők                                  | Mom and Dad                        | Mel                                                  | Ujréti László   |
| 2018 |                                               | Big Legend                         | Jackson Wells                                        |                 |
| 2018 |                                               | Gone Are the Days                  | Taylon                                               |                 |
| 2018 |                                               | A Reckoning                        | Henry Breck                                          |                 |
| 2018 |                                               | D-Railed                           | Manny                                                |                 |
| 2018 |                                               | Mimesis Nosferatu                  | The Auter                                            |                 |
| 2019 |                                               | Cliffs of Freedom                  | idős Demetri                                         |                 |
| 2019 |                                               | Her Mind In Pieces                 | Norman                                               |                 |
| 2019 |                                               | Exorcism At 60,000 Feet            | Houdee kapitány                                      |                 |
| 2019 |                                               | Eminence Hill                      | Mason                                                |                 |
| 2019 |                                               | Being                              | Campbell tiszteletes                                 |                 |
| 2020 | Zuhanás                                       | Falling                            | Willis Peterson                                      | Fodor Tamás     |
| 2020 |                                               | A Place Among The Dead             | L                                                    |                 |
| 2020 |                                               | The Unhealer                       | Pflueger                                             |                 |
| 2021 |                                               | The Dead Of Night                  | Earl                                                 |                 |
| 2021 |                                               | Why?                               | Logan seriff                                         |                 |
| 2021 |                                               | Alpha Rift                         | Corbin                                               |                 |
| 2021 |                                               | Vote for Santa                     | Santa                                                |                 |
| 2022 |                                               | The Edge of Her Mind Anthology     | Norman                                               |                 |
| 2022 |                                               | The Artifice Girl                  | Gareth                                               |                 |